# Phyllonorycter schreberella
Phyllonorycter schreberella là một loài bướm đêm thuộc họ Gracillariidae. Nó được tìm thấy ở châu Âu, ngoại trừ miền bắc châu Âu, Ireland và bán đảo Balkan.
Sải cánh dài 6–8 mm. Có hai lứa trưởng thành vào tháng 5 và một lần nữa vào tháng 8 
Ấu trùng ăn Ulmus glabra, Ulmus laevis, Ulmus minor và Ulmus pumila. Chúng ăn lá nơi chúng làm tổ.